# Carabines Vz 52 & Vz 52/57

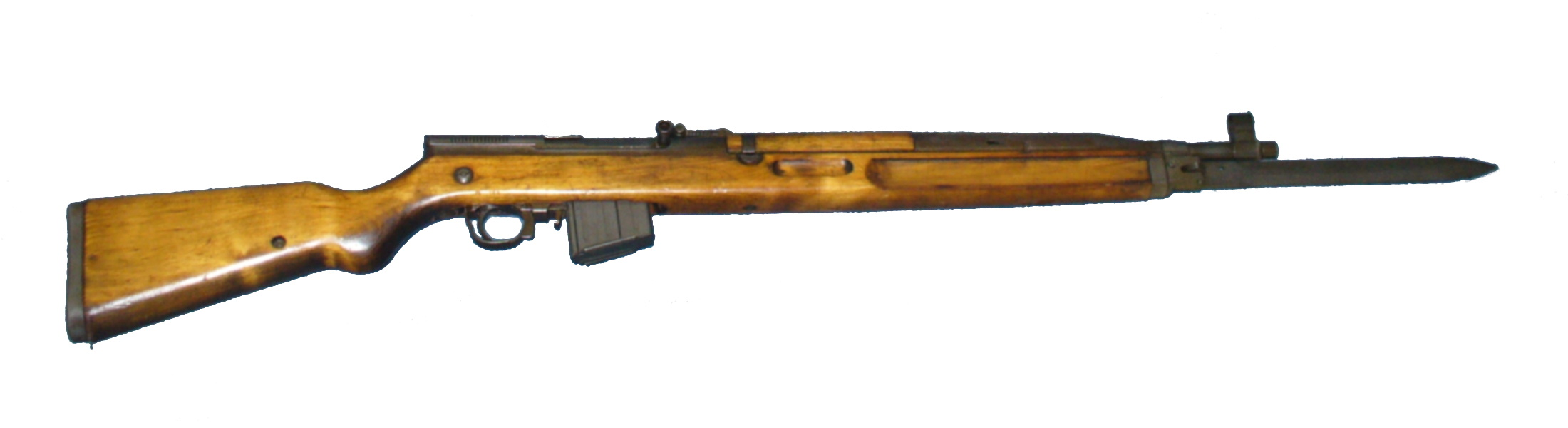
Carabine Vzor 52 avec sa baïonnette déployée

Les carabines semi-automatiques Vz 52 (Modèle 1952) et Vz 52/57 (Modèle 1952/1957) furent réglementaires dans les Forces armées tchécoslovaques entre 1952 et 1960.

## Diffusion
Après l'adoption du fusil d'assaut Sa Vz 58, les Vz 52/57 sont versées à la Milice populaire tchécoslovaque ou exportés à Cuba, en Égypte, au Nicaragua et en Syrie. Ils furent aussi utilisés par les fellagas algériens (lors de la Guerre d'indépendance) puis militaires algériens (remplacé ensuite par des AK-47/AKM), les séparatistes biafrais, les membres de l'Organisation du peuple du Sud-Ouest africain et les guérillas de la Guerre du Bush de Rhodésie du Sud.

## Les autres FSA en service après 1945
- Pays de l'OTAN : MAS 1949/56, FN SAFN 1949, L1A1
- Pays de l'Est et alliés communistes : Carabine SKS (et variantes : Carabine Type 56, Carabine M59 et Carabine Type 63), Carabine Rashid, Fusil du 10 juillet

## Données numériques
- Munition: 7,62x45 mm Vz.52 ou 7,62x39mm M43 (vz.52/57)
- Longueur: 101 cm (121 cm avec baïonnette au canon)
- Canon: 520 mm
- Chargeur: 
  - Vzor 52 & Vzor  52/57 : 10 cartouches3
  - Vz 52/57 irakien : 15 cartouches
- Masse de l'arme chargée :
- Vzor 52: 4,5 kg
- Vzor 52/57 : 4,7
- Vzor 52/57  irakien : 5 kg